# Benji Michel
Benji Michel (Orlando, 1997. október 23. –) amerikai korosztályos válogatott labdarúgó, a portugál Arouca középpályása.

## Pályafutása

### Klubcsapatokban
Michel a floridai Orlando városában született. Az ifjúsági pályafutását a helyi Orlando City csapatában kezdte, majd 2016-ban a Montverde akadémiájánál folytatta.
2016-ban mutatkozott be a Portland Timbers U23-as csapatában. 2019. január 1-jén az Orlando City szerződtette. Először a 2019. április 1-jei, DC United ellen 2–1-re elvesztett mérkőzés 78. percében, Nani cseréjeként lépett pályára. Első ligagólját 2019. július 14-én, a Columbus Crew ellen hazai pályán 1–0-ra megnyert találkozón szerezte meg.
2023. január 6-án a portugál Arouca szerződtette 2025 nyaráig. 2022. január 15-én, a Chaves ellen 1–1-es döntetlennel zárult bajnokin debütált. 2022. január 20-án, a Portimonense ellen hazai pályán 4–0-ra megnyert mérkőzésen megszerezte első gólját a klub színeiben.

### A válogatottban
Michel három mérkőzés erejéig tagja volt az amerikai U23-as válogatottnak. Először a 2021. március 18-ai, Costa Rica ellen 1–0-ra megnyert olimpia-selejtezőn lépett pályára.

## Statisztikák
2023. május 8. szerint
| Klub         | Szezon   | Osztály       | Bajnokság | Bajnokság | Kupa  | Kupa | Nemzetközi | Nemzetközi | Összesen | Összesen |
| Klub         | Szezon   | Osztály       | Meccs     | Gól       | Meccs | Gól  | Meccs      | Gól        | Meccs    | Gól      |
| ------------ | -------- | ------------- | --------- | --------- | ----- | ---- | ---------- | ---------- | -------- | -------- |
| Orlando City | 2019     | MLS           | 17        | 5         | 3     | 1    | —          | —          | 20       | 6        |
| Orlando City | 2020     | MLS           | 26        | 6         | 0     | 0    | —          | —          | 26       | 6        |
| Orlando City | 2021     | MLS           | 35        | 4         | 0     | 0    | 1          | 0          | 36       | 4        |
| Orlando City | 2022     | MLS           | 32        | 1         | 4     | 2    | —          | —          | 36       | 3        |
| Orlando City | Összesen | Összesen      | 110       | 16        | 7     | 3    | 1          | 0          | 118      | 19       |
| Arouca       | 2022–23  | Liga Portugal | 12        | 1         | 1     | 0    | —          | —          | 13       | 1        |
| Összesen     | Összesen | Összesen      | 122       | 17        | 8     | 3    | 1          | 0          | 131      | 20       |

## Sikerei, díjai
Orlando City
- US Open Cup
  - Győztes (1): 2022